# Castello di Malgrà
Il castello di Malgrà si trova a Rivarolo Canavese e si presenta come una dimora signorile con parco.

## Storia
Il castello fu costruito tra il 1333 ed il 1336 dal feudatario Martino di San Martino.
Rimase ai conti di San Martino sino alla metà del XVII secolo e fu poi soggetto a vari cambi di proprietà. Ampliato a più riprese nei secoli successivi la sua edificazione, nel 1982 è stato acquisito dal Comune che lo ha destinato a sede di mostre, concerti ed eventi culturali. Dal 1993, In collaborazione con l'Amministrazione Comunale, l'Associazione Amici del Castello Malgrà cura l'apertura e le visite guidate da maggio a ottobre.
In origine i corpi di fabbrica dell'edificio erano due, uniti da un muro di cinta e da una torre circolare tuttora esistente. Il portico a due arcate venne aggiunto nel secolo successivo l'edificazione, il medesimo in cui furono affrescate con soggetti religiosi le pareti delle varie sale. L'architetto Alfredo d'Andrade iniziò nel 1884 un poderoso lavoro di restauro riguardante in particolare dell'ala occidentale del castello; l'opera fu completata nel 1926 da Carlo Nigra.
Una breve galleria consentiva alla ferrovia Rivarolo-Castellamonte - attivata nel 1887 e rimasta in esercizio fino al 1986 - di sottopassare castello e area verde; nel 2018 il parco pubblico è stato intitolato al partigiano rivarolese Dante Meaglia, (1923-2007), medaglia d'argento al valor militare (tranne che lo spazio per bimbi, già denominato parco giochi "Antico Gallo" con riferimento allo stemma cittadino).

## Galleria d'immagini

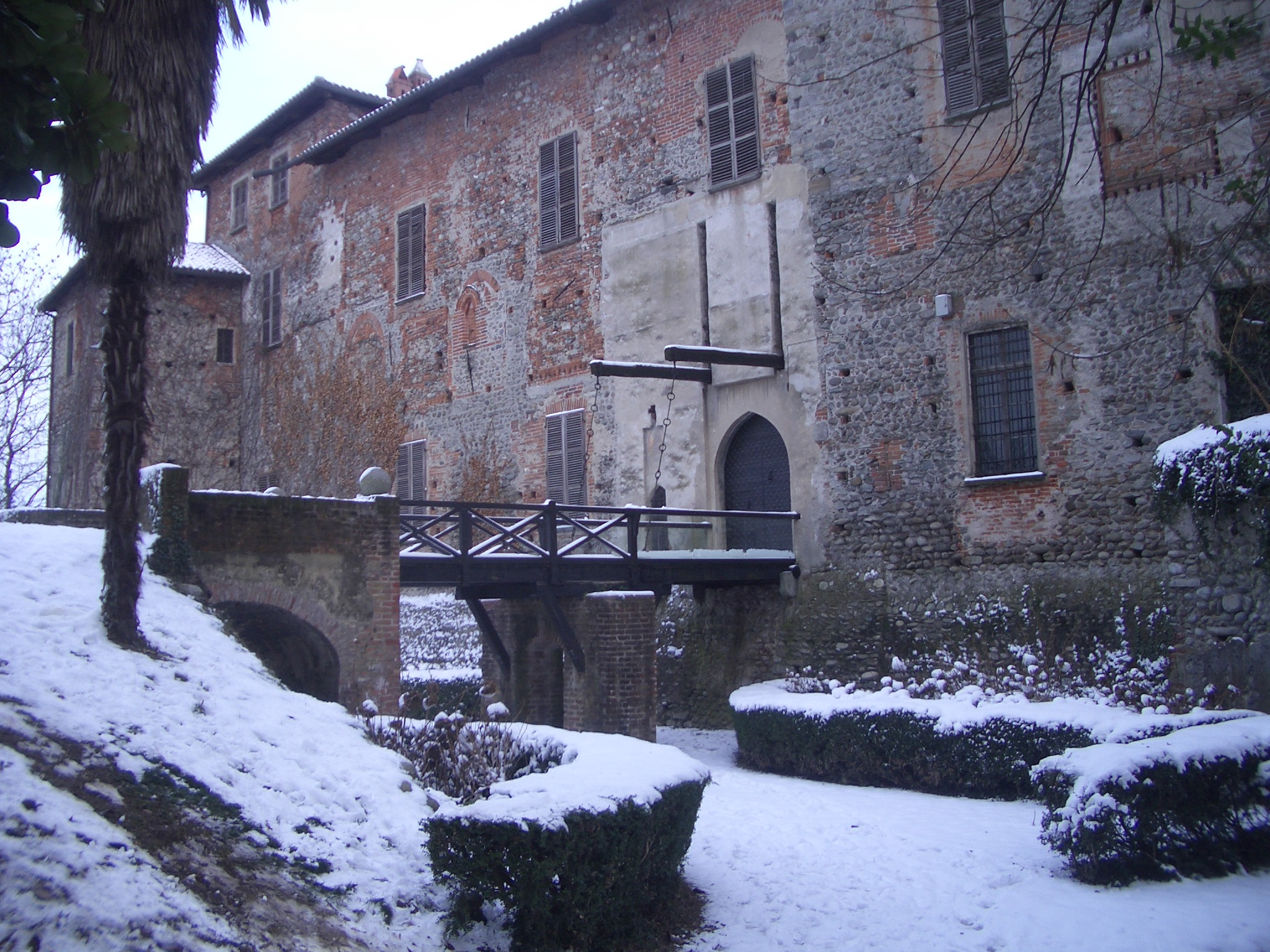
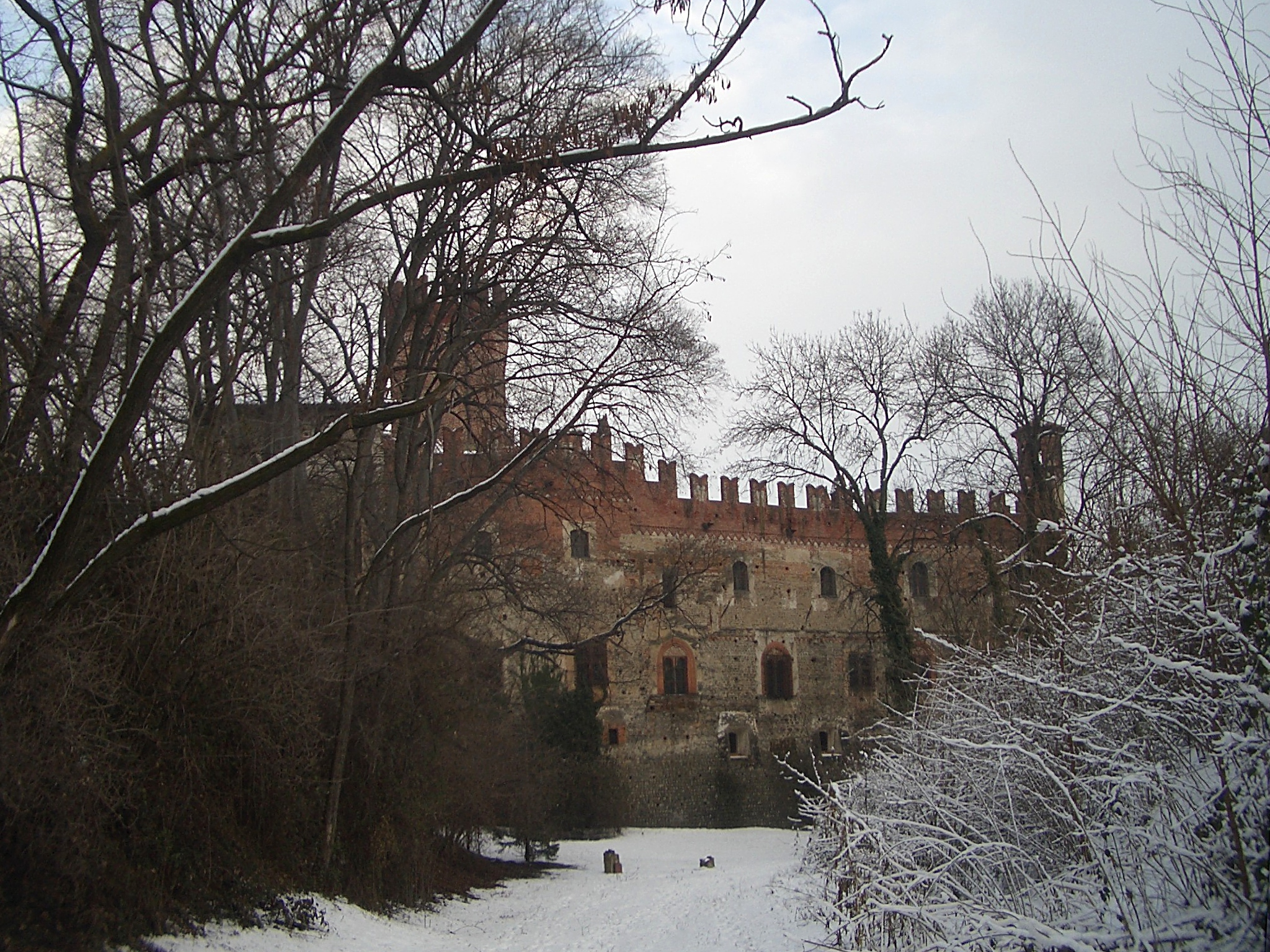